# Championnat de Bolivie de football 2021
Navigation
Tournoi précédent Tournoi suivant
Le Championnat de Bolivie de football 2021 est la quarante-septième édition du championnat de première division en Bolivie. Les 16 équipes se rencontrent deux fois en match aller et match retour. Le dernier du classement est relégué directement en deuxième division, l'avant dernier joue les barrages contre une équipe de deuxième division pour tenter de se maintenir.

## Déroulement de la saison
Comme il n'y a pas eu de relégation la saison passée le championnat passe à 16 équipes.
En raison de la pandémie de Covid-19, les tournois d'ouverture et de clôture sont annulés. Il n'y aura qu'un seul championnat avec match aller et retour.
Les quatre premiers sont qualifiés pour la Copa Libertadores 2022, le champion et le vice-champion entrent directement en phase de poule. Les quatre clubs suivants sont qualifiés pour la Copa Sudamericana 2022.

## Les clubs participants
- Nacional Potosi
- Club Deportivo Guabirá
- Oriente Petrolero
- Club Bolívar
- Club Blooming
- Club Always Ready
- Club Deportivo San José
- Real Potosí
- The Strongest La Paz
- CD Jorge Wilstermann
- Club Atlético Palmaflor
- Club Aurora
- Royal Pari FC
- Real Santa Cruz
- Club Independiente Petrolero - Promu de D2
- Real Tomayapo - Promu de D2

## Compétition
Le barème utilisé pour établir le classement est le suivant :
- Victoire : 3 points
- Match nul : 1 point
- Défaite : 0 point

### Classement
| Rang | Équipe                        | Pts    | J  | G  | N | P  | Bp | Bc | Diff |
| ---- | ----------------------------- | ------ | -- | -- | - | -- | -- | -- | ---- |
| 1    | Club Independiente PetroleroP | 65     | 30 | 20 | 5 | 5  | 59 | 33 | +26  |
| 2    | Club Always ReadyT            | 64     | 30 | 19 | 7 | 4  | 66 | 31 | +35  |
| 3    | The Strongest                 | 63     | 30 | 19 | 6 | 5  | 57 | 24 | +33  |
| 4    | Club Bolívar                  | 56     | 30 | 16 | 8 | 6  | 63 | 29 | +34  |
| 5    | Royal Pari FC                 | 51     | 30 | 16 | 3 | 11 | 66 | 45 | +21  |
| 6    | Oriente Petrolero             | 51     | 30 | 15 | 6 | 9  | 46 | 29 | +17  |
| 7    | CD Jorge Wilstermann          | 49     | 30 | 15 | 4 | 11 | 64 | 48 | +16  |
| 8    | Club Deportivo Guabirá        | 44     | 30 | 13 | 5 | 12 | 47 | 47 | 0    |
| 9    | Club Atlético Palmaflor       | 40     | 30 | 11 | 7 | 12 | 42 | 45 | -3   |
| 10   | Nacional Potosí               | 39     | 30 | 10 | 9 | 11 | 45 | 46 | -1   |
| 11   | Real Santa Cruz               | 38     | 30 | 11 | 5 | 14 | 38 | 46 | -8   |
| 12   | Club Aurora                   | 33     | 30 | 9  | 6 | 15 | 40 | 51 | -11  |
| 13   | Real TomayapoP                | 32     | 30 | 9  | 5 | 16 | 28 | 45 | -17  |
| 14   | Club Blooming                 | 26     | 30 | 7  | 5 | 18 | 34 | 56 | -22  |
| 15   | Real Potosí                   | 25     | 30 | 7  | 4 | 19 | 30 | 63 | -33  |
| 16   | Club Deportivo San José       | -11-12 | 30 | 0  | 1 | 29 | 9  | 96 | -87  |

|  | Qualification pour la Copa Libertadores 2022 |
|  | Qualification pour la Copa Sudamericana 2022 |
|  | Qualification pour le barrage de relégation  |
|  | Relégation directe                           |
|  | T : Tenant du titre P : Promu de D2          |

- Club Deportivo San José a une pénalité de 12 points pour raisons financières[2].

## Barrages de montée/maintien
Le 15e du classement joue en match aller et retour contre le vice-champion de la deuxième division pour tenter de se maintenir.
| Barrage aller    | Real Potosí | 1 - 2 | Universitario de Sucre | Estadio Víctor Agustín Ugarte, Potosí |  |
| 15 décembre 2021 |             | (0-1) |                        |                                       |  |

| Barrage retour   | Universitario de Sucre | 2 - 0 | Real Potosí | Stade olympique Patria, Sucre |  |
| 19 décembre 2021 |                        | (0-0) |             |                               |  |

- Universitario de Sucre gagne 4 - 1 sur l'ensemble des deux matchs et est promu en première division.

## Bilan de la saison
| Championnat de Bolivie de football 2021 |                                          |
| Champion                                | Club Independiente Petrolero (1er titre) |
| Qualifications continentales            |                                          |
| Copa Libertadores 2022                  | Club Independiente Petrolero             |
| Copa Libertadores 2022                  | Club Always Ready                        |
| Copa Libertadores 2022                  | The Strongest                            |
| Copa Libertadores 2022                  | Club Bolívar                             |
| Copa Sudamericana 2022                  | Royal Pari FC                            |
| Copa Sudamericana 2022                  | Oriente Petrolero                        |
| Copa Sudamericana 2022                  | CD Jorge Wilstermann                     |
| Copa Sudamericana 2022                  | Club Deportivo Guabirá                   |
| Promotions et relégations               |                                          |
| Promus en Primera A                     | Fútbol Club Universitario                |
| Promus en Primera A                     | Universitario de Sucre                   |
| Relégués en Torneo Simon Bolívar        | Club Deportivo San José                  |
| Relégués en Torneo Simon Bolívar        | Real Potosí                              |